# Folke Johansson (tidningsman)
Folke Gösta Henry Johansson, född 25 mars 1929 i Borås, död 30 mars 2025 i Uppsala, var en svensk journalist.

## Biografi
Folke Johansson inledde sin journalistiska bana i slutet av 1940-talet och arbetade de kommande åren på en rad olika tidningar. År 1956 var han under en tid politisk redaktör på Upsala Nya Tidning, för att de kommande åren vara redaktör för tidningen Utsikt, arbeta som chef för Folkpartiets presstjänst och vara verksam som pressombudsman vid Sveriges Industriförbund.
Vid årsskiftet 1964–1965 återvände Johansson till Upsala Nya Tidning där han blev politisk redaktör. Tjänsten innehade han fram till den 1 januari 1983, då han efterträdde Lennart Hirschfeldt som tidningens chefredaktör. Johansson stannade kvar på posten fram till sin pension 30 september 1994.
Under åren 1990– 1994 var Folke Johansson ordförande i Svenska Tidningsutgivareföreningen. Han gav även ut flera skrifter i massmediefrågor.